# Czechów (Lublin)
Czechów – licząca ok. 40 tys. mieszkańców dzielnica mieszkaniowa Lublina w północnej części miasta. Administracyjnie dzieli się na dwie części: Czechów Północny i Czechów Południowy.  

## Historia
Pierwsza wzmianka o ówczesnej wsi Czechów, należącej do parafii św. Michała w Lublinie, pochodzi z 1326 roku. W latach 1407–1461 właścicielami wsi byli Cebulkowie, a od 1454 część wsi dostał Piotr Koniński herbu Rawicz. W 1470 roku była pierwsza wzmianka o folwarku. W I połowie XVI wieku zostało najprawdopodobniej wybudowane fortalicjum. W latach 1531–1533 właścicielami wsi byli Jan Bychawski i Rafał Ożarowski. W 1671 roku dwór obronny został przebudowany na pałac. W 1681 pałac został spustoszony przez wojska kozackie. W XVIII wieku obiekt stał się własnością Tarłów. W II połowie XIX wieku nastąpiła stopniowa rozbiórka pałacu, a w 1904 roku wybudowano – być może w jego miejscu – kościół mariawicki.
W 1916 roku Czechówka Górna została przyłączona do Lublina. W latach 70. XX wieku ówczesne władze rozpoczęły budowę wielkiego osiedla-blokowiska. W 1978 lubelskie Miejskie Przedsiębiorstwo Komunikacyjne za zgodą władz uruchomiło połączenia przez Czechów. Obecnie Czechów dzieli się na dwie główne części: Czechów Północny i Południowy.

## Urbanistyka
Czechów to dzielnica głównie mieszkaniowa z placówkami handlowo-usługowymi. Jej zabudowa to w większości bloki z wielkiej płyty, tylko na skraju części zachodniej, graniczącej z ulicą Północną, występuje – na większym obszarze – dawna zabudowa jednorodzinna (niekiedy pamiętająca lata 30. XX wieku). Dzielnica składa się z osiedli mieszkaniowych nazwanych nazwiskami polskich kompozytorów i wirtuozów (od północy): Szymanowskiego (położone między ulicami Harnasie a Szpinalskiego i zrealizowane w latach 1979–1983), Paderewskiego, Chopina, Karłowicza, Henryka Wieniawskiego, Moniuszki, Lipińskiego i Nowowiejskiego. Południowe osiedla – Osiedle Lipińskiego i Osiedle Moniuszki – przylegają do Śródmieścia i dzielnicy akademickiej.
Od 2005 do 2009 roku na boisku przy ul. Noskowskiego odbywały się rozgrywki Ligi Amatorskich Klubów Piłkarskich, stanowiąc jedyną tego typu piłkarską, regularną atrakcję w Lublinie.
Sieć drogowa dzielnicy jest dobrze rozbudowana, przecinają ją dwupasmowe, przestronne trasy (Al. Kompozytorów Polskich, Al. Smorawińskiego, ulice: Szeligowskiego, Choiny, Koncertowa).

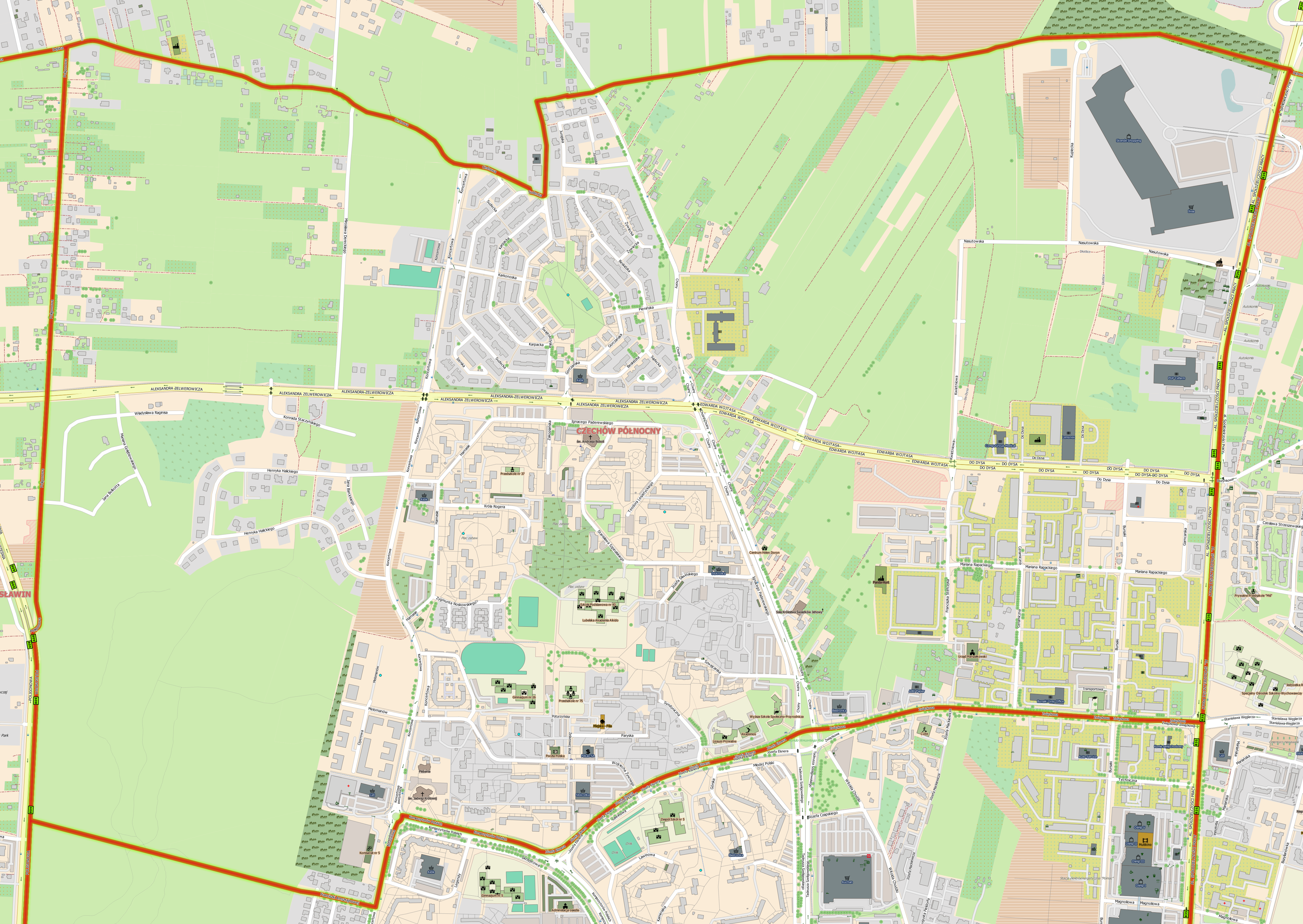
Plan Czechowa Północnego

## Instytucje
Na Czechowie znajduje się m.in. hipermarket Auchan (w miejscu dawniej znajdującego się hipermarketu Real), Galeria „Olimp”, market sportowy Decathlon, centrum handlowe „Skende Shopping” m.in. ze sklepem IKEA, centrala telefoniczna i regionalna siedziba Orange Polska, centrum telefonicznej obsługi klienta Orange, dom handlowy Orfeusz, a w bezpośrednim sąsiedztwie południowej granicy dzielnicy dwa szpitale (Uniwersytecki Szpital Dziecięcy i Samodzielny Publiczny Szpital Kliniczny nr 4) oraz Komenda Miejska Policji.
Na tym terenie mają swoje siedziby dwie uczelnie wyższe (Wyższa Szkoła Przedsiębiorczości i Administracji i Wyższa Szkoła Społeczno-Przyrodnicza), liczne szkoły i przedszkola, Dzielnicowy Dom Kultury SM Czechów – Kino ABC, Spółdzielnia Mieszkaniowa „Czechów” i urząd skarbowy. Znajdują się tam także cztery parafie rzymskokatolickie (pw. Dobrego Pasterza, NMP Nieustającej Pomocy, św. Andrzeja Boboli i św. Jadwigi Królowej), parafia kościoła starokatolickiego mariawitów pw. MB Nieustającej Pomocy oraz zbory Świadków Jehowy.

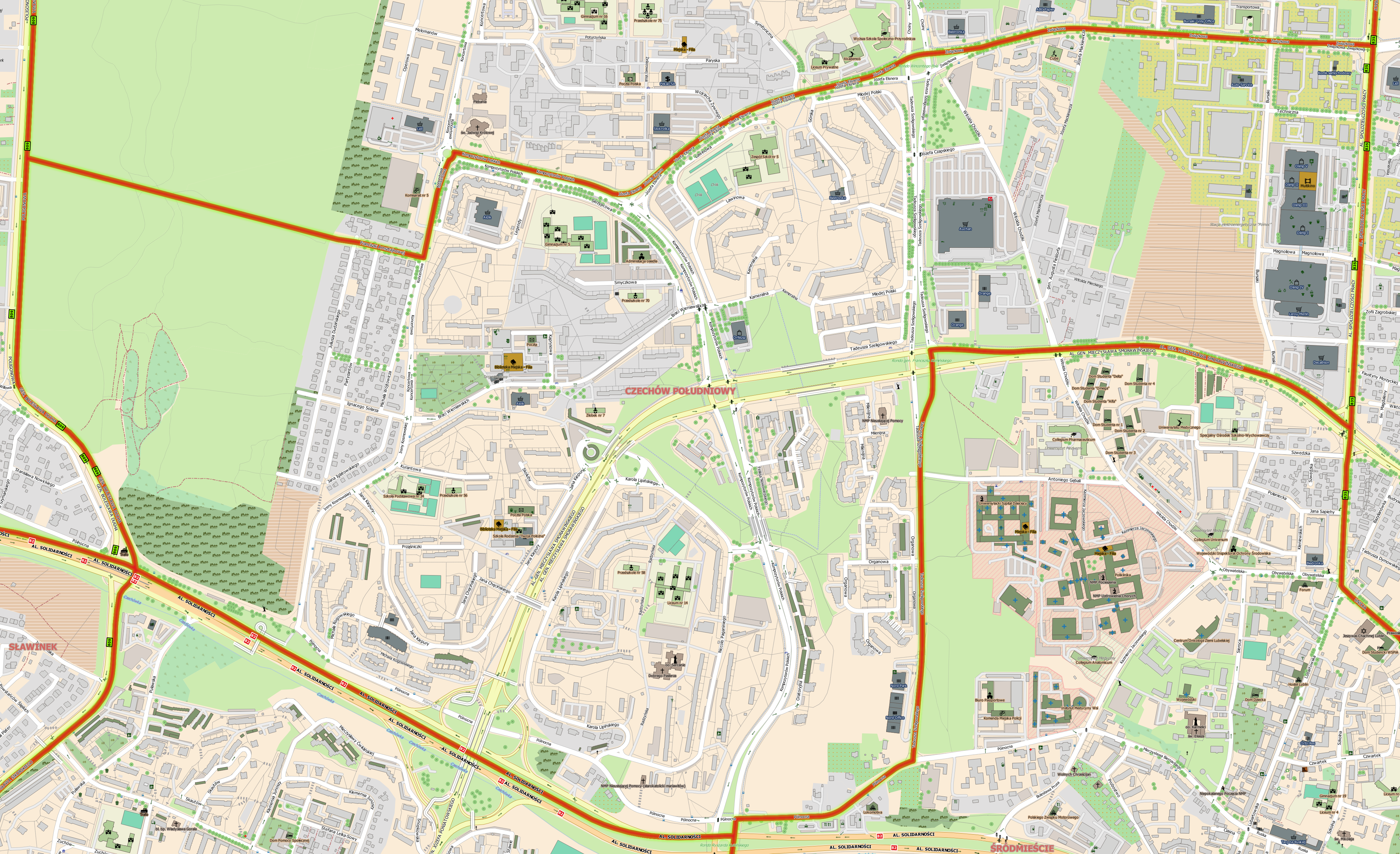
Plan Czechowa Południowego

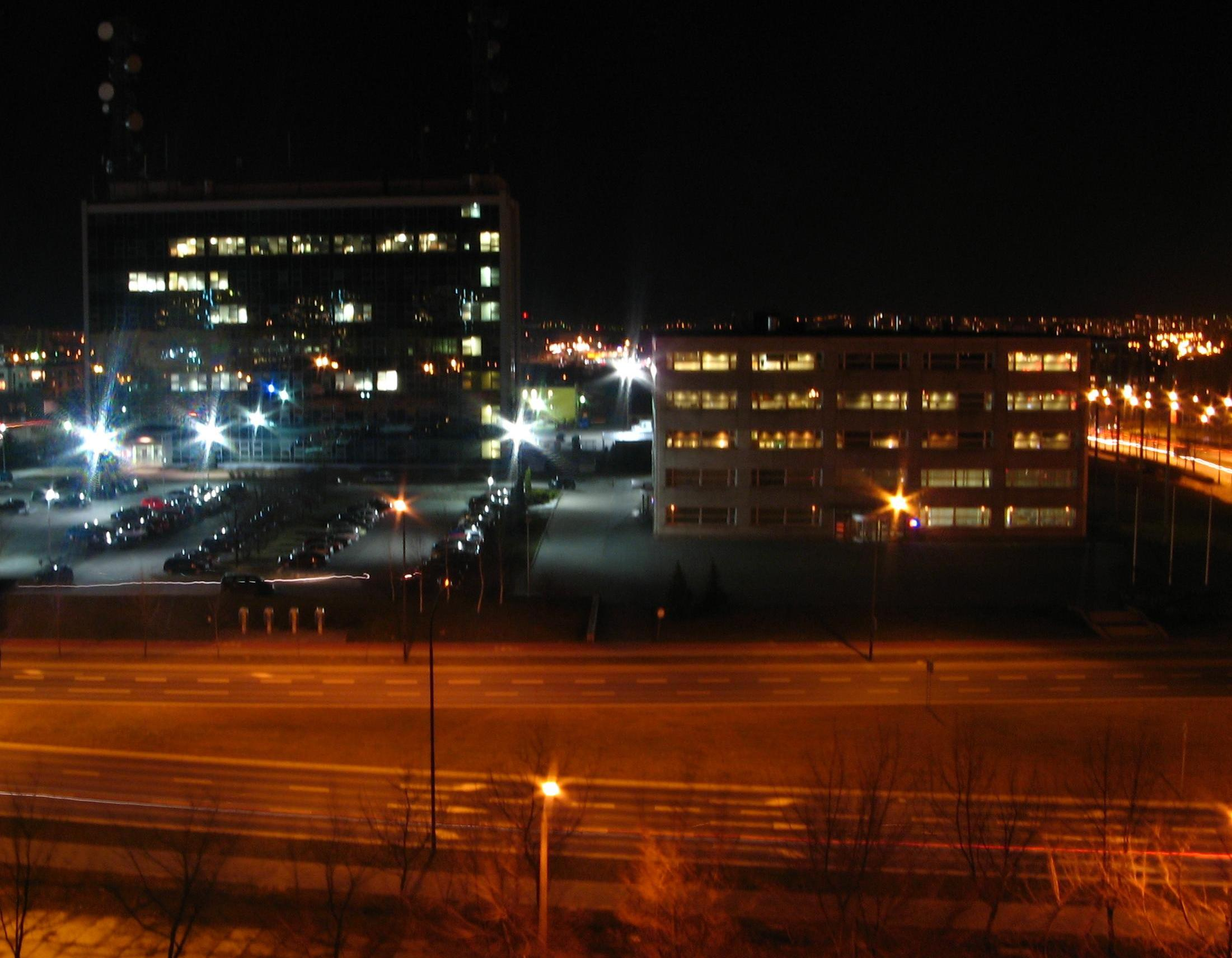
Czechów – budynek Telekomunikacji Polskiej i Orange

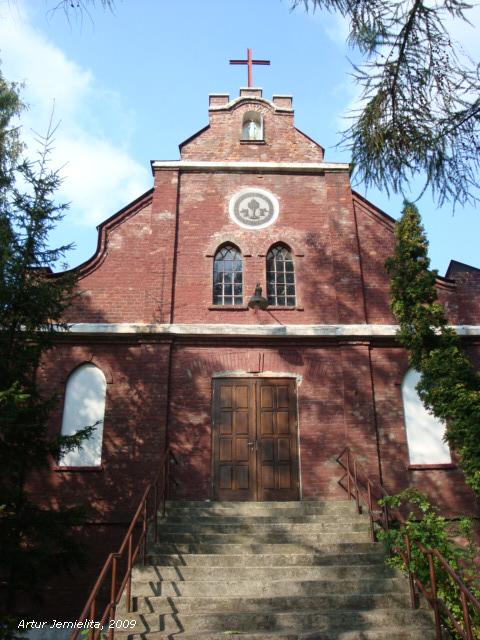
Kościół Starokatolicki Mariawitów Matki Boskiej Nieustającej Pomocy

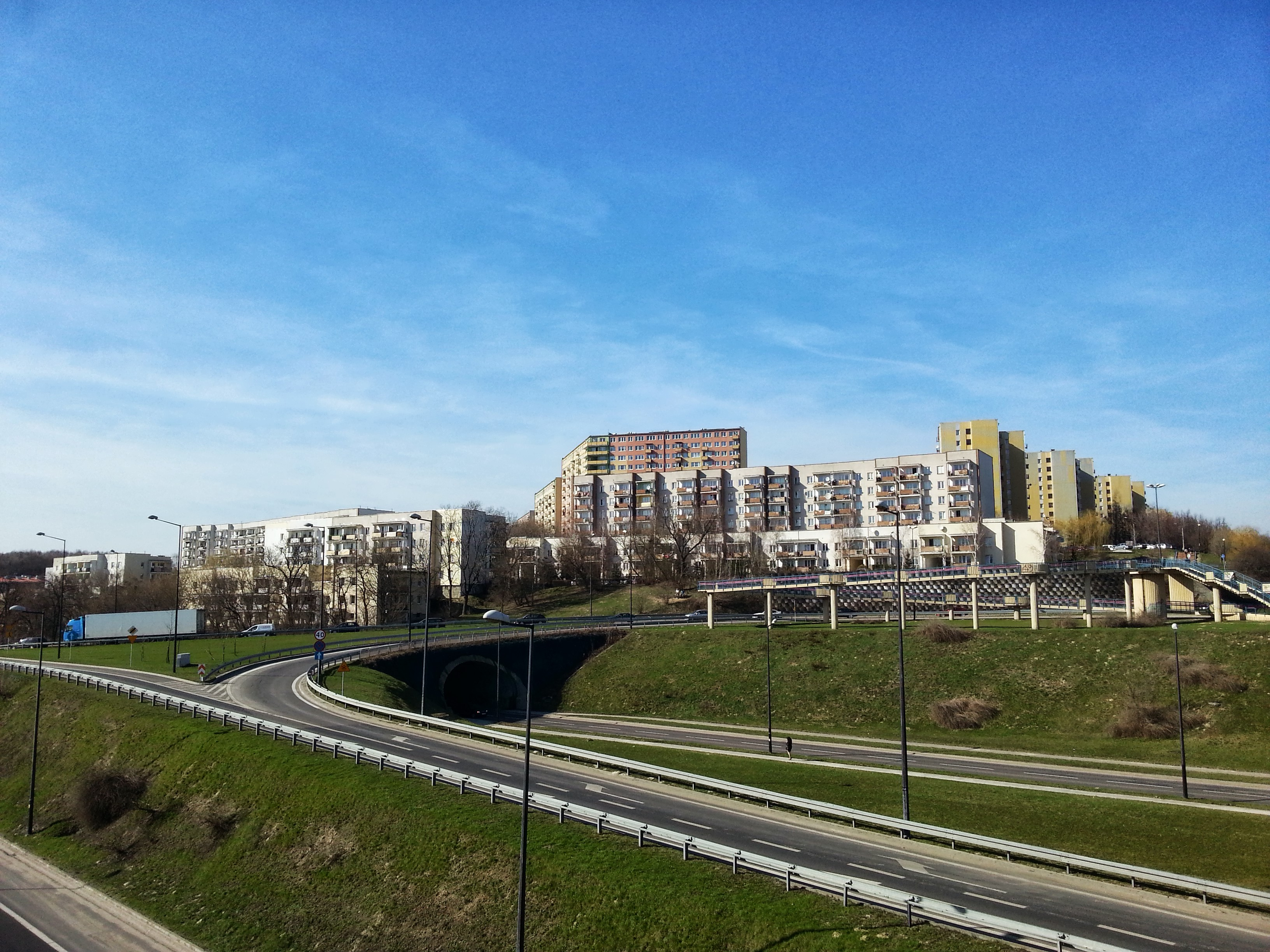
Czechow Południowy, widok na os. Moniuszki

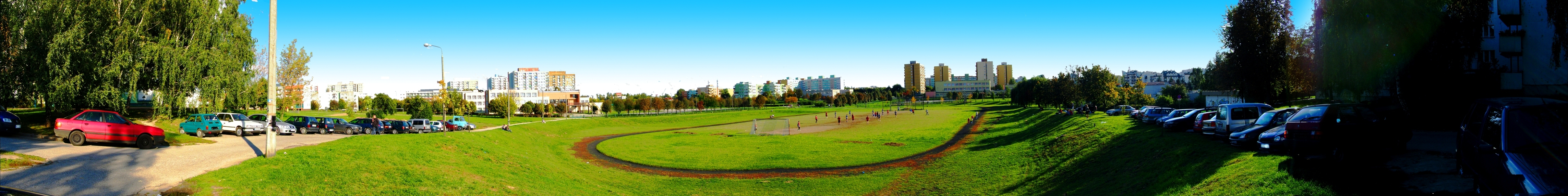
Panorama Czechowa z ulicy Króla Rogera

## Administracja
Granice dzielnic administracyjnych Czechowa Północnego i Południowego określają statuty dzielnic uchwalone 19 lutego 2009. Granice Czechowa Północnego tworzą: od północy granica miasta, od wschodu al. Spółdzielczości Pracy, od południa ul. Związkowa – ul. Elsnera – al. Kompozytorów Polskich – ul. Koncertowa – ul. Arnsztajnowej, a od zachodu – ul. Poligonowa. Granice Czechowa Południowego tworzą: od północy ul. Związkowa – ul. Elsnera – al. Kompozytorów Polskich – ul. Koncertowa – ul. Arnsztajnowej, od wschodu al. Spółdzielczości Pracy, od południa al. Smorawińskiego – ul. Szeligowskiego – ul. Północna – al. „Solidarności”, a od zachodu – ul. gen. Ducha (dawniej ul. Michała Wyrwasa) i ul. Poligonowa.
Czechów Północny i Południowy mają powierzchnię odpowiednio: 5,9 i 3,35 km². Według stanu na 30 czerwca 2018 na pobyt stały na Czechowie Północnym i Południowym było zarejestrowanych odpowiednio: 16 791 i 23 238 osób.